# Fort Ehrenbreitstein
Fort Ehrenbreitstein is een 19e-eeuws fort in Duitsland, gelegen op de gelijknamige heuvel aan de Rijn tegenover de stad Koblenz en de monding van de rivier de Moezel. Aan de voet van de heuvel ligt de bij kunstenaars geliefde plaats Ehrenbreitstein, sinds 1937 deel van de gemeente Koblenz.

## Geschiedenis

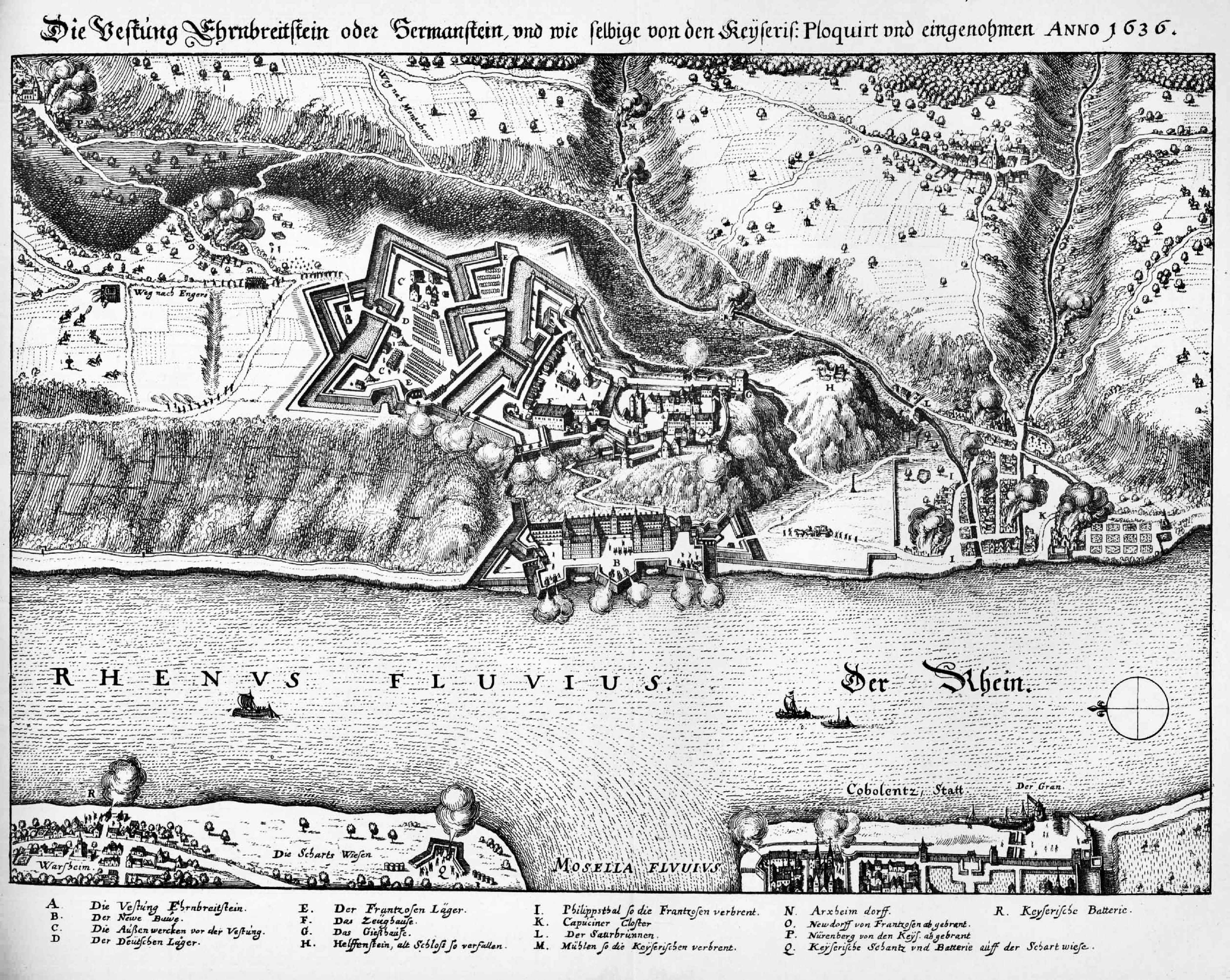
Ligging van het fort aan Rijn en Moezel

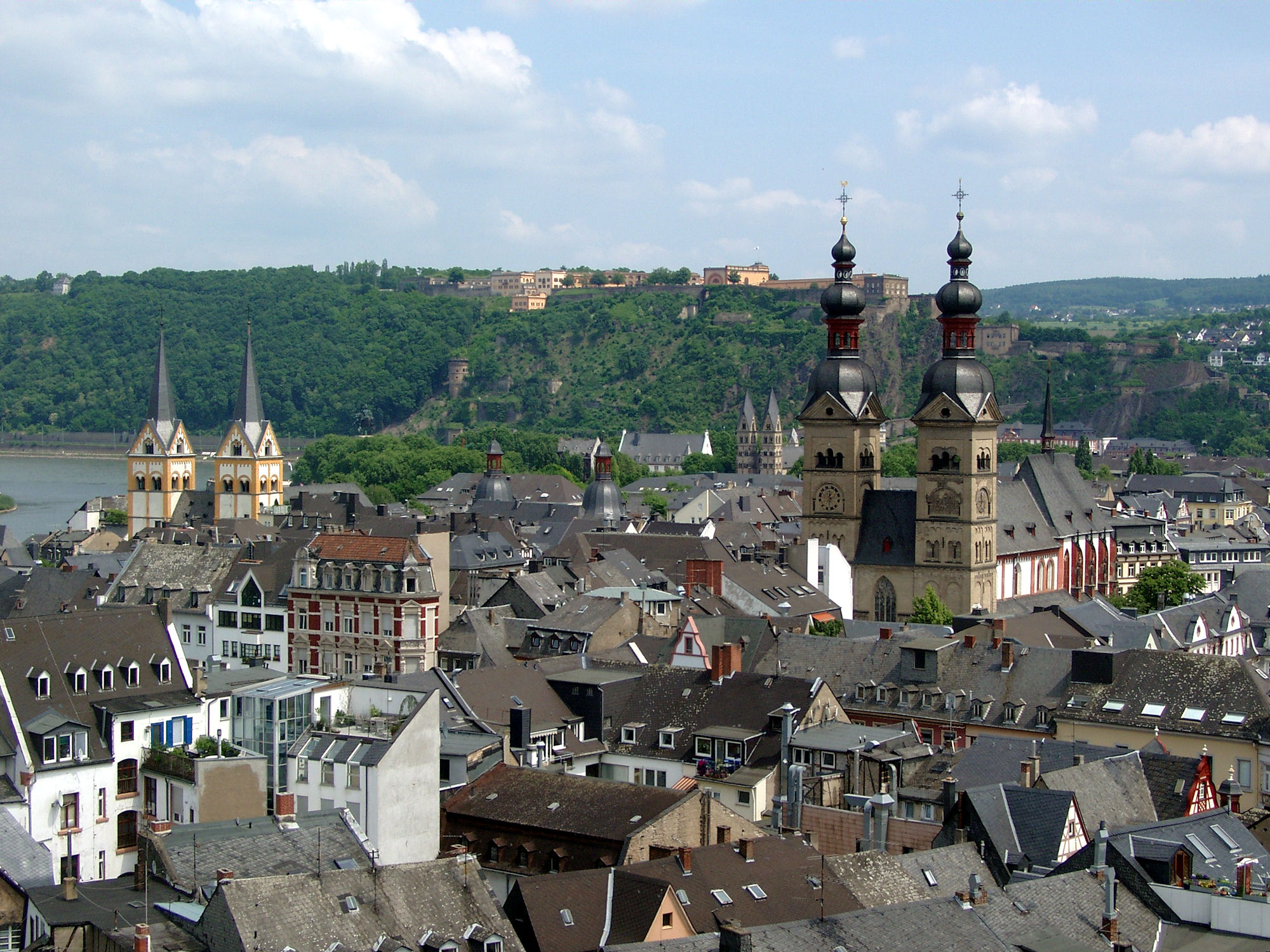
Koblenz met het fort op de achtergrond

De eerste militaire versterkingen op de strategisch gelegen heuvel Ehrenbreitstein dateren van vóór de christelijke jaartelling. Omstreeks het jaar 1000 bouwde een zekere Ehrenbert hier een kasteel. Deze burcht Ehrenbertstein werd later Ehrenbreitstein genoemd. De aartsbisschoppen van Trier, die ook Koblenz bestuurden, voegden er de burcht Helferstein aan toe. Richard van Greiffenklau tot Vollrads en Lothar van Metternich, keurvorst-aartsbisschoppen van Trier bouwden het fort uit. Hun opvolgers bewaarden hier van 1657 tot 1794, met onderbrekingen, de Heilige Tuniek, het kleed dat Jezus zou hebben gedragen voordat hij gekruisigd werd.
In 1672 weigerde de Trierse keurvorst de Franse en Brandenburgse troepen de doorvaart over de Rijn nabij Ehrenbreitstein. In 1674 veroverden de troepen van Lodewijk XIV van Frankrijk echter de stad Koblenz en in de volgende jaren trachtten de Fransen Ehrenbreitstein tot driemaal toe te veroveren, echter zonder succes. Pas na een belegering van één jaar, waarbij de verdedigers werden uitgehongerd, konden de Fransen in 1799 het fort overnemen. Na de Vrede van Lunéville trokken de Fransen zich terug van de rechter-Rijnoever, maar niet nadat ze het fort Ehrenbreitstein totaal hadden ontmanteld.
Door de bepalingen van het Congres van Wenen werd het Rijnland een Pruisische provincie. Koblenz en de heuvel Ehrenbreitstein kregen, vanwege de ligging aan Rijn en Moezel, en de nabijheid van Frankrijk, onmiddellijk prioriteit van de Pruisische militairen. Rondom Koblenz verrees tussen 1817 en 1834 een ring van vestingwerken, de zogenaamde Festung Koblenz, een van Europa's omvangrijkste verdedigingswerken, gebouwd volgens de modernste inzichten (het Pruisische Polygonalsystem). Het nieuwe fort Ehrenbreitstein, dat deel uitmaakte van deze fortificatiewerken, was in 1828 gereed en bleef tot 1890 dienstdoen.
In 1897 werd tegenover het fort op de linker-Rijnoever het monument Deutsches Eck ("Duitse Hoek") ter ere van keizer Wilhelm I opgericht. Dit monument, met een grote symbolische betekenis, "bewaakt" sindsdien – net als het fort Ehrenbreitstein – de samenvloeiing van Rijn en Moezel.
Tijdens de Eerste Wereldoorlog fungeerde het fort als militair hoofdkwartier. Na deze oorlog verhinderde de Amerikaanse generaal Henry Tureman Allen, overtuigd van het historische belang van het fort, de voorgenomen vernietiging. Tot 1923 waakten Amerikaanse troepen over het fort en na 1923 Franse. In de Tweede Wereldoorlog speelde het fort geen rol van betekenis.
In 1952 werden er twee onderaardse gangen ontdekt: de een van Fort Ehrenbreitstein naar het kasteel van de keurvorsten op de linkeroever van de Rijn, de ander van Fort Ehrenbreitstein naar Fort Keizer Frans op de Petersberg in stadsdeel Koblenz-Lützel. Deze laatste loopt niet alleen onder de Rijn maar ook onder de Moezel door.
Tegenwoordig heeft het fort Ehrenbreitstein vooral een toeristische bestemming.

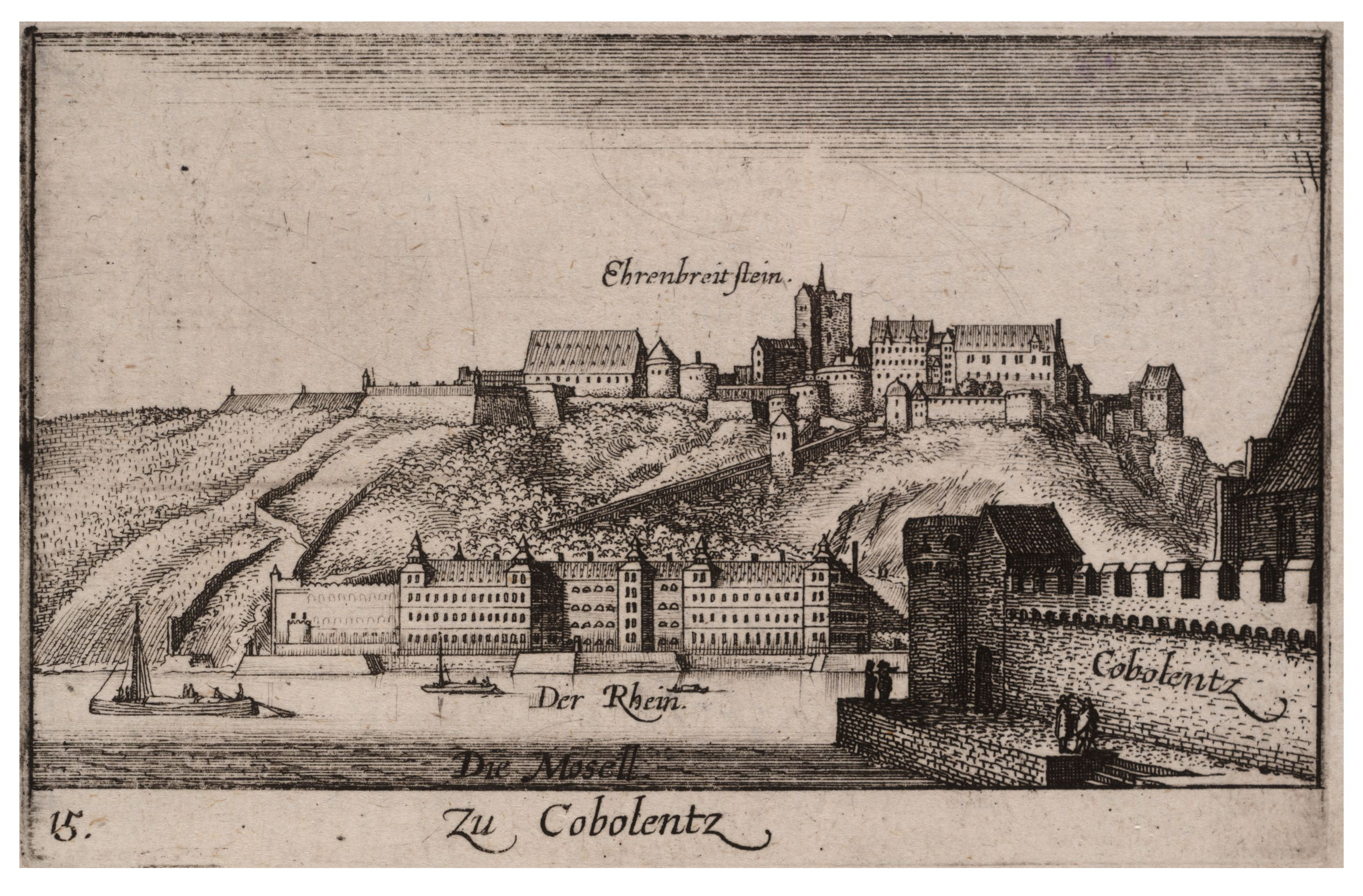
Ehrenbreitstein, circa 1650
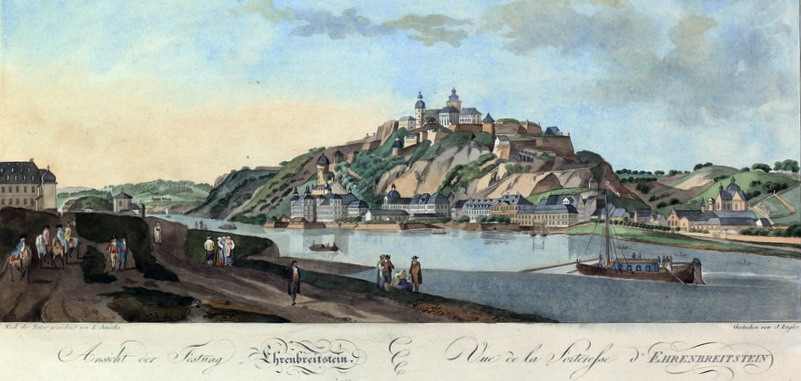
Ehrenbreitstein in 1798
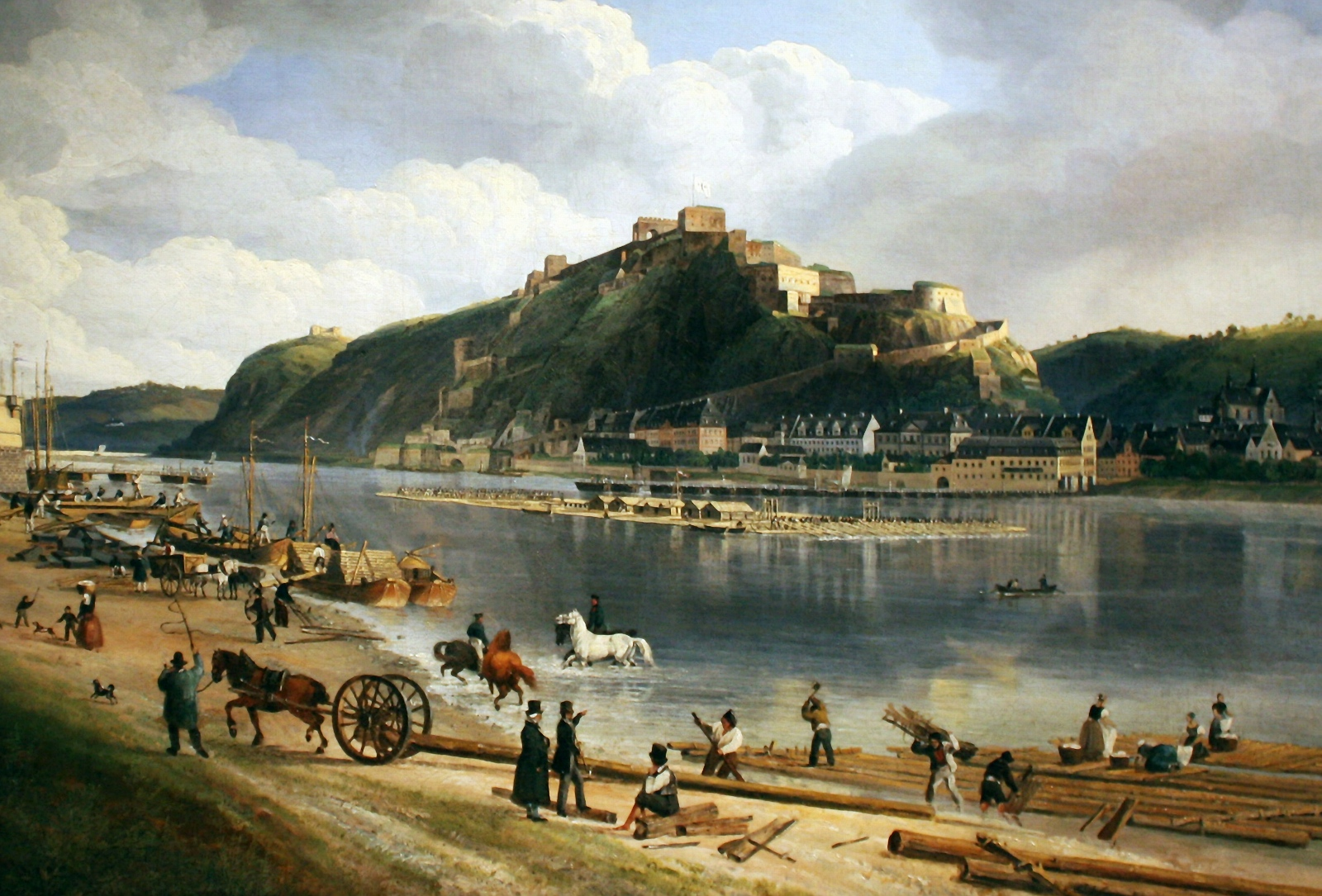
Ehrenbreitstein in 1828
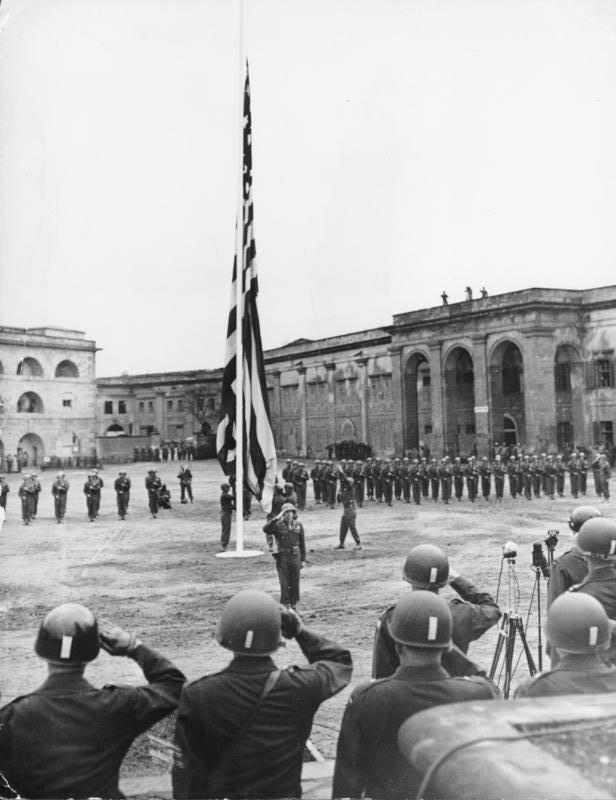
Amerikaans saluut, 1945

## Beschrijving fort

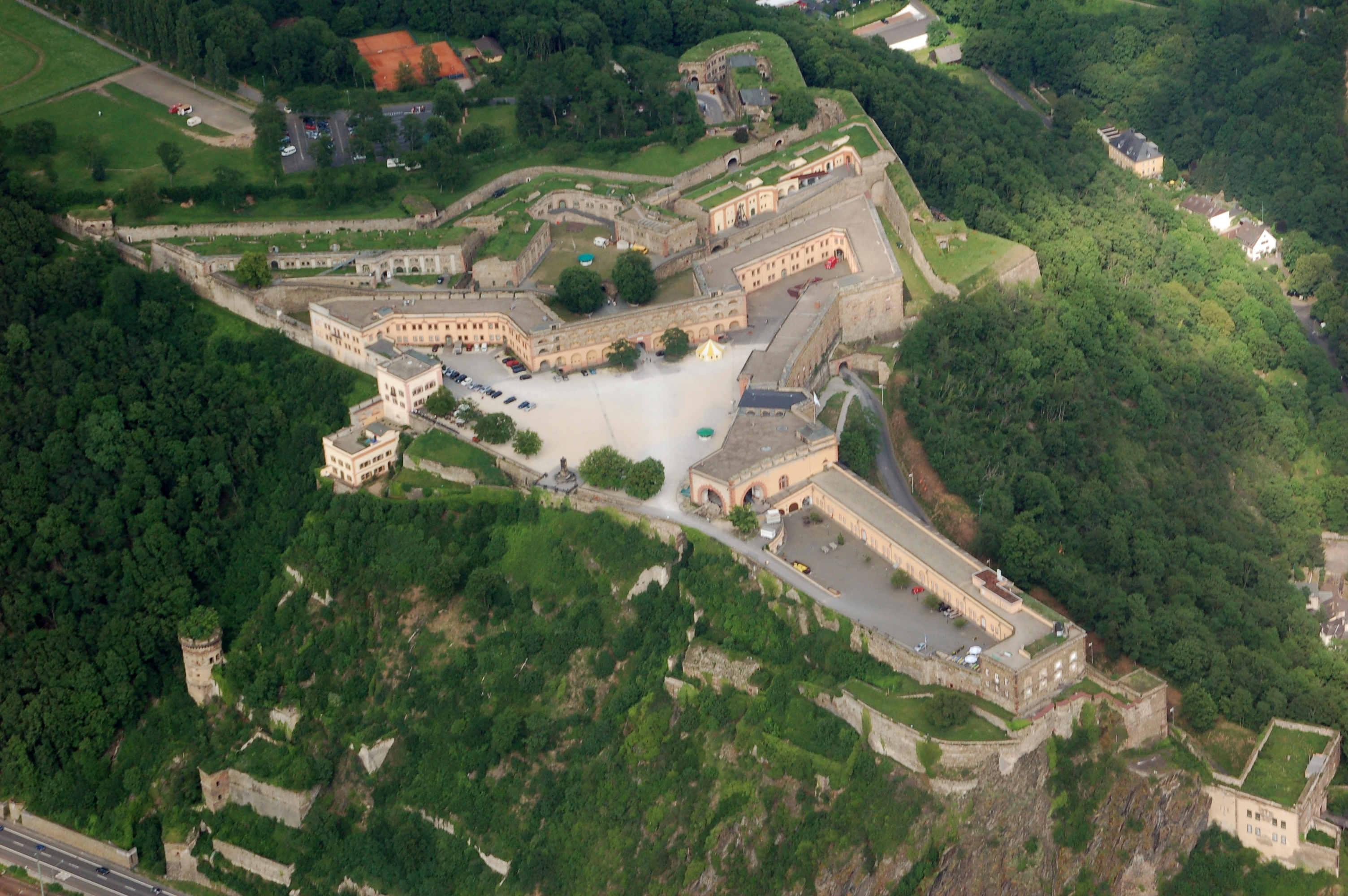
Bovenaanzicht fort Ehrenbreitstein

Het fort Ehrenbreitstein ligt op een 118 m hoge heuvelrug op de rechteroever van de rivier de Rijn. Door de ligging op de rand van deze heuvelrug, met zeer steile wanden langs het Rijndal, hoefde slechts het deel van het fort grenzend aan het plateau verdedigd te worden. De sterkste verdedigingswerken zijn om die reden naar het noorden en oosten gericht. Hier bevinden zich tot 3 m dikke muren, wallen met kazematten en een 5 m diepe en 15 tot 25 m brede droge gracht.
Hoewel van buitenaf gezien afschrikwekkend, maakt het interieur van het fort een tamelijk "vriendelijke" indruk, vooral rondom de binnenplaats, de Obere Schlosshof, waar geelgesausde, gestucte gevels in classicistische stijl het beeld bepalen. De allesbeheersende, drie verdiepingen hoge centraalbouw biedt een indrukwekkend uitzicht over het Rijn- en Moezeldal. Het fort kon in de 19e eeuw 1200 soldaten herbergen.
Het fort heeft meerdere functies. Zo is er een museum (het Landesmuseum Koblenz), een archiefbewaarplaats, een jeugdherberg en een restaurant in gevestigd. In het fort is tevens een kunstenaarskolonie gevestigd met een dertigtal kunstenaars. Ook worden er diverse evenementen georganiseerd, zoals in 2011 de Bundesgartenschau, ter gelegenheid waarvan een 890 m lange kabelbaan, de Rheinseilbahn in gebruik werd genomen. Elke tweede zaterdag van augustus wordt vanaf het fort een groot vuurwerk afgestoken, onderdeel van het zomerspektakel Rhein in Flammen.

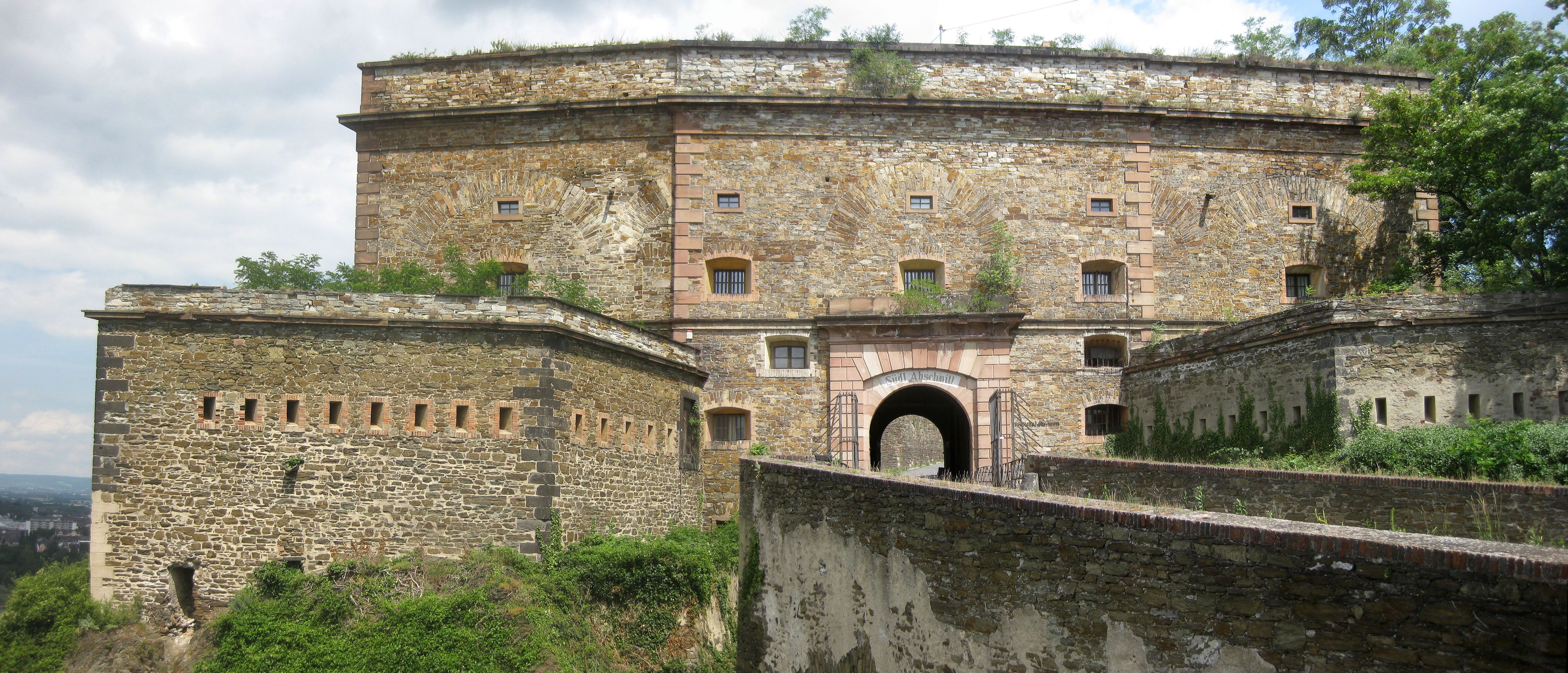
Fort vanuit het zuiden
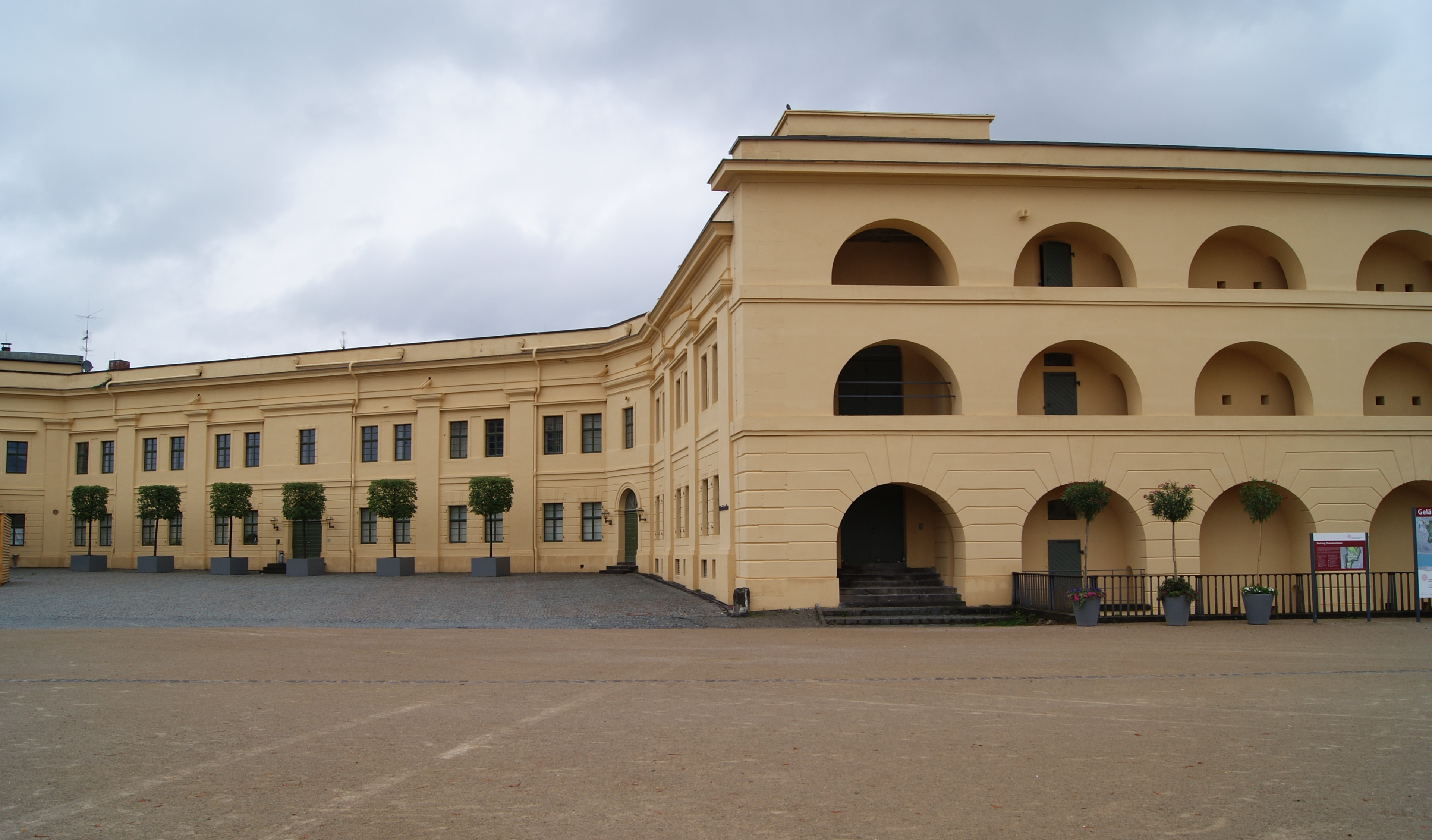
Binnenplaats
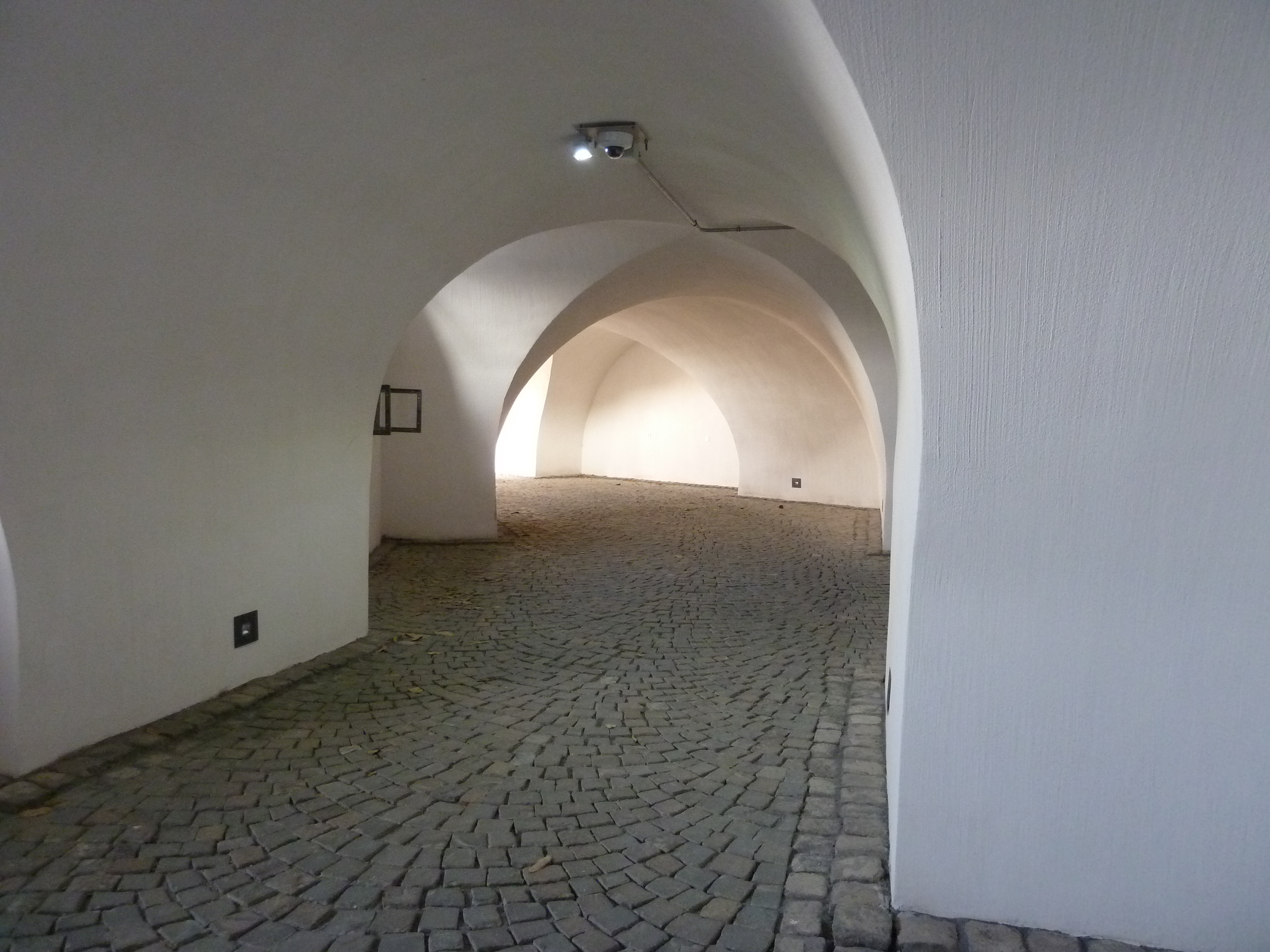
Kazematten
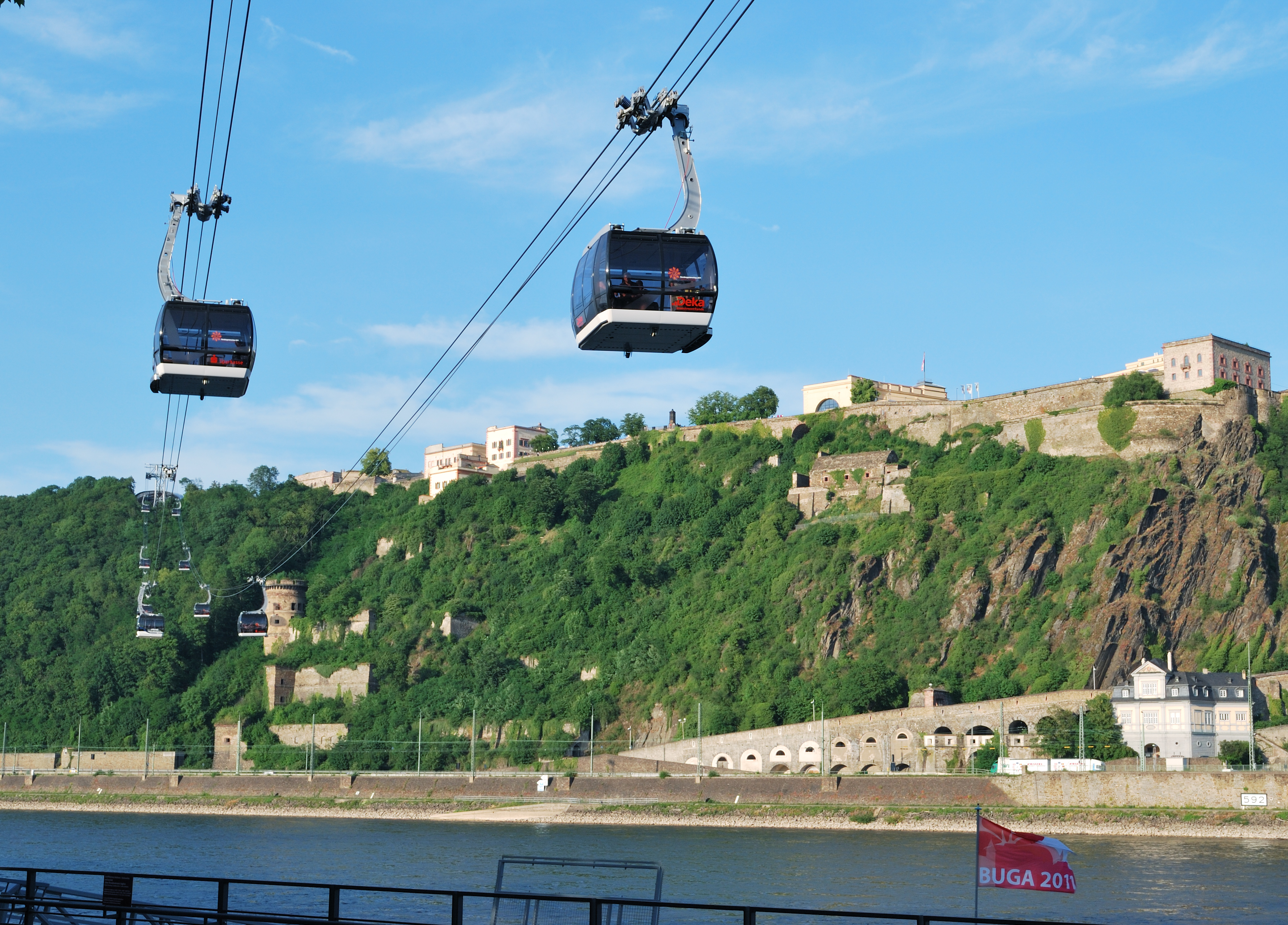
Kabelbaan over de Rijn

## Ehrenbreitstein in de kunst

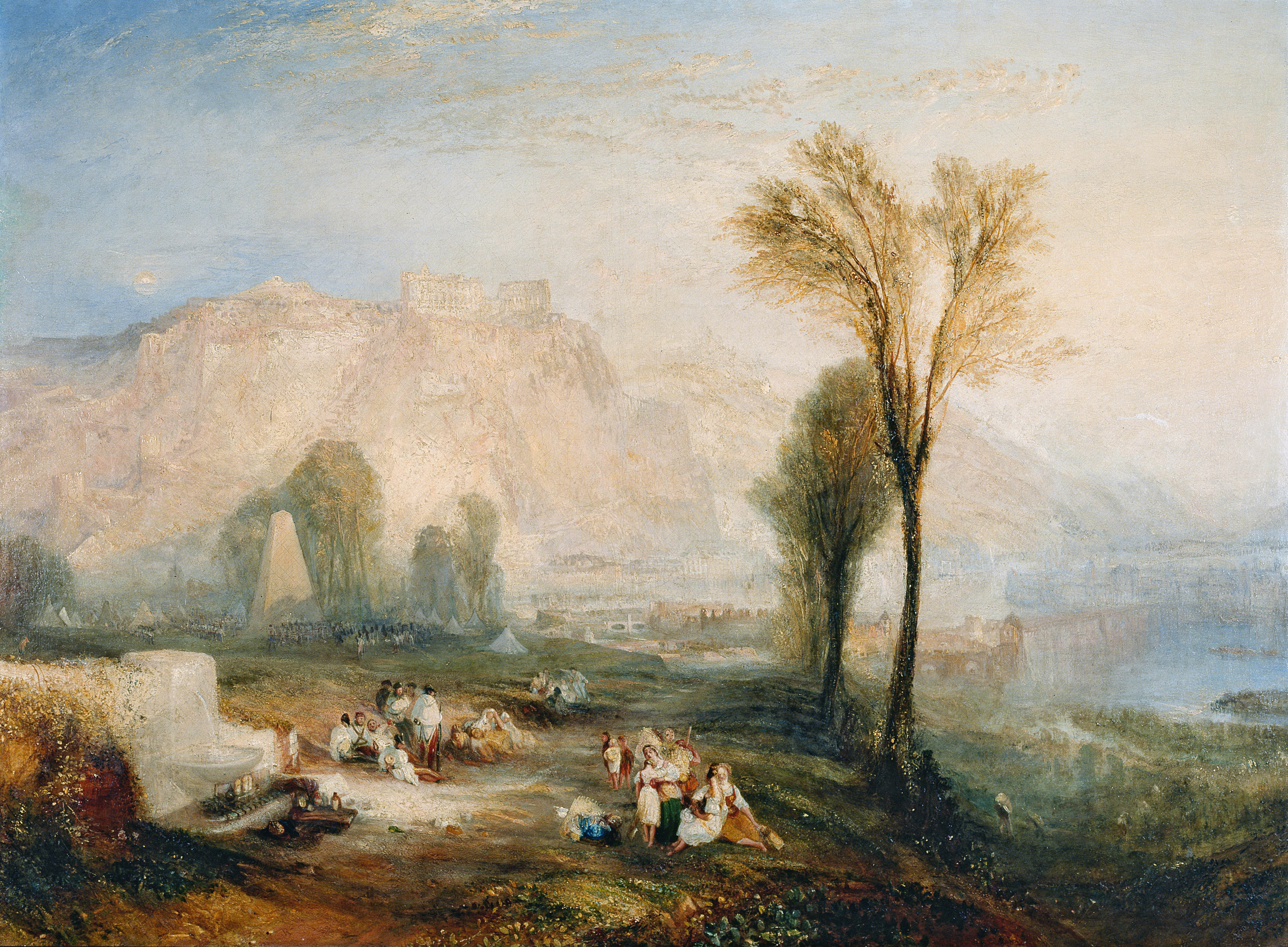
Turners beeld van Ehrenbreitstein, geïnspireerd door Byron's Childe Harold's Pilgrimage (1835).

De heuvel, het kasteel en later het fort Ehrenbreitstein hebben veel kunstenaars geïnspireerd. De Engelse schilder William Turner was zeer onder de indruk en schilderde en tekende de gefortificeerde heuvel verschillende malen. Goethe, Wieland en Lavater bezochten allen de literaire salon van Sophie von La Roche, die in Ehrenbreitstein woonde. Haar kleinzoon Clemens Brentano, auteur van Des Knaben Wunderhorn, werd er geboren, evenals Beethovens moeder, Magdelena Keverich.
- Johann Wolfgang von Goethe, Aus meinem Leben. Dichtung und Wahrheit (1808-31), Dritter Teil, Buch 13:

"Über alles aber herrlich und majestätisch erschien das Schloss Ehrenbreitstein, (...) Das ganze Haus stand ein wenig erhöht über dem Fluss gelegen, hatte die freie Aussicht.... den Strom hinabwärts. (...) Ich glaubte nie so heitere Morgen und so herrliche Abende gesehen zu haben."
- Lord Byron, Childe Harold's Pilgrimage (1812), Canto III, vs. 58:

Here Ehrenbreitstein, with her shattered wall
Black with the miner's blast, upon her height
Yet shows of what she was, when shell and ball
Rebounding idly on her strength did light;
A tower of victory! from whence the flight
Of baffled foes was watch'd along the plain:
But Peace destroy'd what War could never blight,
And laid those proud roofs bare to Summer's rain –
On which the iron shower for years had pour'd in vain.
- Herman Melville, Moby-Dick (1851):

"... this pulpit, I see, is a self-containing stronghold – a lofty Ehrenbreitstein ..."
- Herman Melville, Pierre: or, The Ambiguities (1852):

"As the vine flourishes, and the grape empurples close up to the very walls and muzzles of cannoned Ehrenbreitstein; so do the sweetest joys of life grow in the very jaws of its perils."